# Hinterenge
Hinterenge ist ein Gemeindeteil der Marktgemeinde Oberstdorf im bayerisch-schwäbischen Landkreis Oberallgäu.

## Geographie
Die Alpe liegt circa vier Kilometer südwestlich des Hauptorts Oberstdorf am Engenkopf. Südlich des Ortes fließt die Breitach, die hier die Staatsgrenze zur vorarlbergischen Gemeinde Mittelberg im Kleinwalsertal bildet.

## Ortsname
„Die Enge“ beschreibt die Breitachklamm, die historisch in vordere, mittlere und hintere Enge unterschieden wurde.

## Geschichte
Hinterenge wurde erstmals urkundlich im Jahr 1860 mit der Hintere Enge im Satz am Fuchsloch, in dem geheut wird, genannt. Andere Quelle nennen das Jahr 1585 als Ersterwähnung. 1790 wurde die heutige Alpe Hinterenge I als Jagd- und Hirtenhütte in diesem Bereich erbaut. 1875 wurden zwei Gebäude mit sieben Bewohnern in Hinerenge gezählt. 1952 befanden sich drei Mischalpen im Ort. Die Alpe Hinterenge II wird heute auch als Müllersalpe bezeichnet.

## Baudenkmäler
Siehe: Liste der Baudenkmäler in Hinterenge